# پایگاه نیروی هوایی تاخلی رویال تای
پایگاه نیرو هوایی تاخلی رویال تای (به انگلیسی: Takhli Royal Thai Air Force Base) یک فرودگاه پایگاه نیروی هوایی است . این فرودگاه در کشور تایلند قرار دارد .